# Marquesado de Torralba de Calatrava

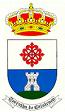
Escudo de Torralba de Calatrava en la provincia de Ciudad Real.

El marquesado de Torralba de Calatrava es un título nobiliario español creado por el rey Carlos II el 22 de febrero de 1693 a Luis del Alcázar y Zúñiga.
Fue rehabilitado en 1918 por María de los Dolores Bruguera y Medina,  con la denominación marquesado de Torralba de Calatrava. 
Su denominación hace referencia al municipio castellano-manchego de Torralba de Calatrava, en la provincia de Ciudad Real.

## Marqueses de Torralba
- Luis Alcázar y Zúñiga, I marqués de Torralba, hijo de Juan Antonio del Alcázar y Zúñiga, caballero de la Orden de Calatrava.[2]

- II

- María de los Dolores Bruguera y Medina (m. 2 de marzo de 1986), III marquesa de Torralba de Calatrava,[3] desde 1918.

Contrajo matrimonio el 27 de octubre de 1928 con Mariano Roca de Togores y Caballero, IV marqués de Molins, III marqués de Torneros, VI marqués del Villar, V marqués de Rocamora. Cedió el título a su hijo.
- Luis Roca de Togores y Bruguera, IV marqués de Torralba de Calatrava[4] y V marqués de Molins.[3]

Se casó el 24 de junio de 1960 con María Cristina de Barandica y Uhagón. Cedió el título a su hija.
- María Cristina Roca de Togores y Barandica,  V marquesa de Torralba de Calatrava, desde 1988.[5]